# Leucophenga abbreviata
Leucophenga abbreviata är en tvåvingeart som först beskrevs av Meijere 1911.  Leucophenga abbreviata ingår i släktet Leucophenga och familjen daggflugor. Inga underarter finns listade i Catalogue of Life.